# Francisco Barreira

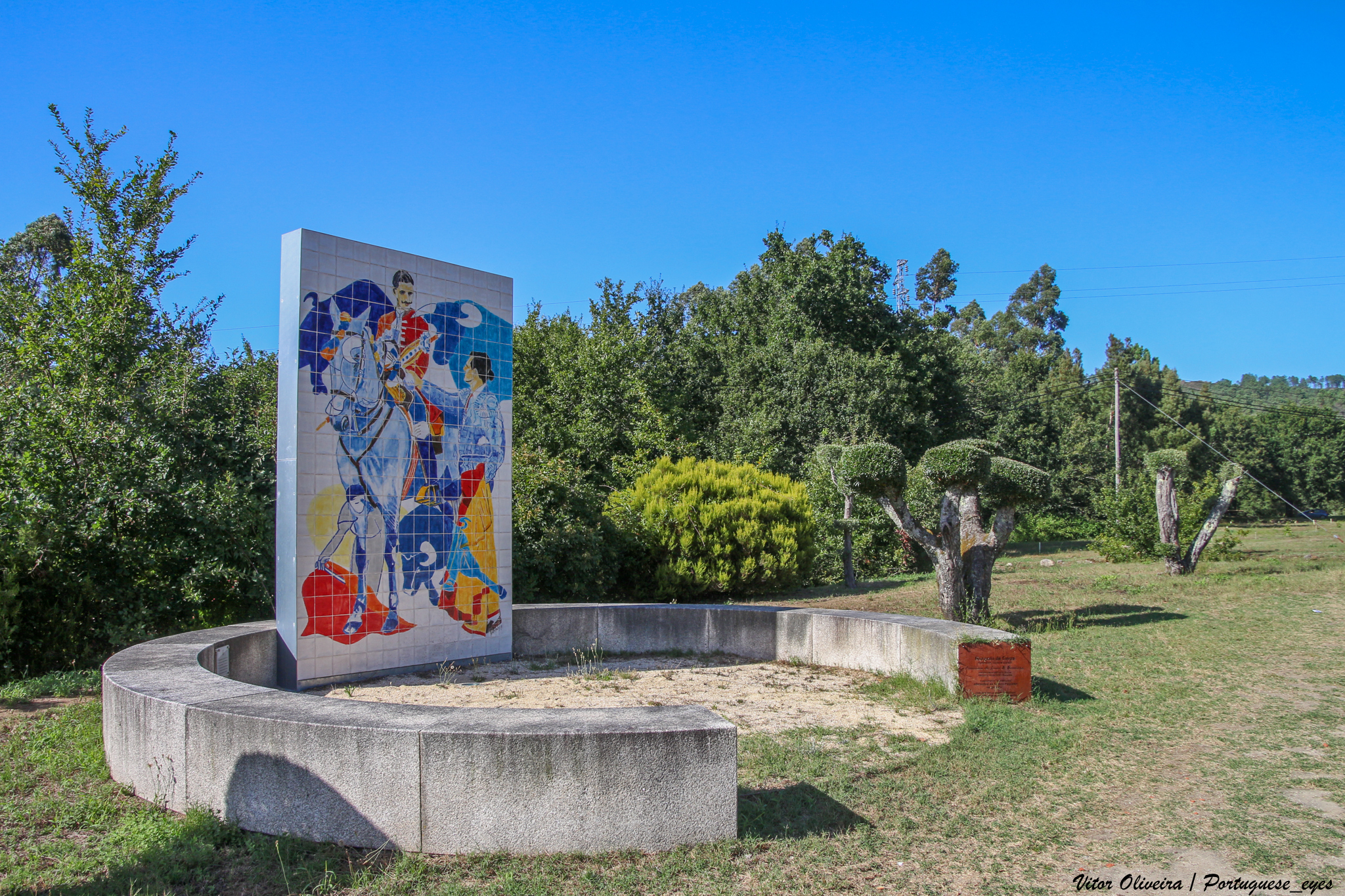
Monumento em Cerveira

Francisco de Lima da Costa Barreira, conhecido como Morgado de Covas (Vila Nova de Cerveira, 8 de maio de 1873 — Sacavém, 14 de março de 1920) foi um cavaleiro tauromáquico português.
Era filho do mestre canteiro Manuel Domingos da Costa Barreira e de D. Rosa Franco Lima (ele da Casa do Cruzeiro, em Sopo, e ela da Casa do Engenho, da mesma vila), e casou em 1904, com Maria das Dores de Barros Mimoso de Alpuim, da Casa da Seara, Ponte de Lima; desse casamento nasce um filho que faleceu recém-nascido no ano de 1905.
O seu pai destacara-se como obreiro do Santuário dos Remédios em Lamego, ficando conhecido como Mestre dos Remédios e já o avô, Rafael Domingos Barreira, se notabilizara pela obra da Igreja de Nossa Senhora do Castelo, em Mangualde; daí a família ficar com bom nome nas Beiras. João Domingos da Costa Barreira, irmão de Manuel Domingos, edificou o Palácio da Brejoeira em Pinheiros, Monção. 
Sem aprender o ofício dos picadores seus antepassados, Francisco Barreira entregou-se à sua paixão por cavalos e toiros, demonstrando invulgar destreza na arte de tourear. Recebeu lições de Vitorino Froes e tomou a alternativa de cavaleiro em 17 de junho de 1904, sendo seu padrinho Fernando Ricardo Pereira. Foi-se exibindo um pouco pelas arenas de Portugal e Espanha e, mais tarde, também no Brasil e na Argentina. 
No dizer do historiador Francisco Cirne de Castro, o O Morgado de Covas (assim ficaria conhecido) «farpeava como ninguém, em selim raso». Homem franzino, com uma raça fora do comum, tornou-se figura de invulgar destaque nas touradas da dita Romaria da Senhora d'Agonia, em Viana do Castelo, em que, com seus desplantes suicidas diante dos toiros, punha as bancadas em pé no mais rubro delírio. Nessas corridas de Viana, contrariando a praxe, não oferecia, como os demais cavaleiros, os seus primeiros ferros ao Inteligente ou à Suprema Autoridade (nomes pelos quais se usava designar a figura do diretor de corrida, ainda hoje existente nas praças, como delegados do Ministério da Cultura), mas sim ao grande aficionado vianense Rodolfo Vieitas, e, postando-se na sua frente, de cabeça descoberta, (conforme no-lo transmite o cronista vianense, já no outro mundo, Arnaldo Passos, no artigo Touros e Touradas, publicado no jornal Serão) exclamava: «Ao Exmo. Senhor Rodolfo Vieitas, amante do toureio e meu protector, ofereço esta sorte como prova de muita gratidão». O seu segundo ferro oferecia-o aos “Rapazes do Taurino” (leia-se Sócios do Viana Taurino Clube) que se apinhavam num sector da bancada do sol.
Enquanto cavaleiro também se assinala o facto de ter atuado muitas vezes em parelha com D. Telmo de Menezes Montenegro, da Casa de Romarigães, Paredes de Coura, figura quase lendária do Alto Minho.
Tendo atuado pela última vez na Praça de Toiros do Campo Pequeno, em Lisboa, em 9 de Outubro de 1919, faleceu de tuberculose em Sacavém. A freguesia de Santo António dos Cavaleiros (outrora Casal dos Cavaleiros), a sul do concelho de Loures, consagra na sua toponímia o Morgado de Covas; a rua situa-se entre a Rua da Flamenga e Ponte de Frielas. 